# Station Kostěnice
Station Kostěnice is een spoorwegstation in het Tsjechische dorp Kostěnice, onderdeel van de gelijknamige gemeente. Het station ligt aan lijn 010 van de České dráhy, die van Kolín via Pardubice naar Česká Třebová loopt.
Kolín · Kolín dílny · Starý Kolín · Záboří nad Labem · Týnec nad Labem · Kojice · Chvaletice · Řečany nad Labem · Lhota pod Přeloučí · Přelouč · Valy u Přelouče · Pardubice-Opočínek · Pardubice-Svítkov · Pardubice hlavní nádraží · Pardubice-Pardubičky · Pardubice-Černá za Bory · Kostěnice · Moravany · Uhersko · Sedlíšťka · Zámrsk · Dobříkov u Chocně · Sruby · Choceň · Brandýs nad Orlicí · Bezpráví · Ústí nad Orlicí · Ústí nad Orlicí město · Dlouhá Třebová · Česká Třebová